# Ballymote Castle
Ballymote Castle (irisch Caisleán Bhaile an Mhóta) ist die Ruine einer Niederungsburg im Townland Carrownanty in den Außenbezirken der Stadt Ballymote im irischen County Sligo. Die große, rechteckige Burg ohne Donjon wurde um 1300 in einem Gebiet errichtet, das früher Átha Cliath an Chorainn (dt.: Furt der Faschinen von Corann) genannt wurde. Sie war die jüngste normannische Burg in Connacht und gilt heute als „National Monument“. Vermutlich wurde sie errichtet, um die neu hinzugewonnenen Besitzungen von Richard Og de Burgh, 2. Earl of Ulster, (auch Red Earl genannt) in County Sligo zu schützen, die in einiger Entfernung von einer früheren Motte lagen.

## Beschreibung

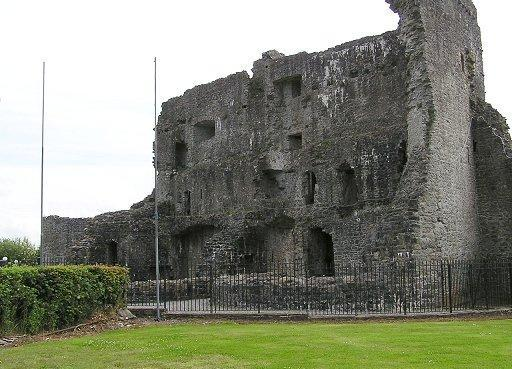
Die Ruine des Torhauses von Ballymote Castle

Ballymote Castle ist eine große Kastellburg und die am meisten symmetrisch angelegte der irischen Burgen ohne Donjon. Es hat viele Gemeinsamkeiten mit Beaumaris Castle in Anglesey in Wales, das der englische König Eduard I. erbauen ließ. Der Eingang durch ein beidseitig mit D-förmigen Türmen versehenes Tor befindet sich in der nördlichen Umfassungsmauer. Er hatte ein für seine Zeit typisches Torhaus, dessen äußere Teile aber heute fast vollständig verschwunden sind. Dennoch bleibt die Burgruine ein beeindruckendes Gebäude. Das Innere misst etwa 30 m². An den vier Ecken und auch in der Mitte der Ost- und der Westmauer befindet sich jeweils ein Dreiviertelturm. Ein Ausfalltor, das für die Mitte der südlichen Mauer geplant war, wurde nie fertiggestellt, vermutlich wegen der Ereignisse im Jahre 1317, als die Burg an die O’Connors verloren ging. Ein kleiner Turm mit quadratischem Grundriss schützte dieses Tor.
Die Mauern sind etwa 3 Meter dick und von vier edlen Türmen flankiert. Gänge von etwa 90 Zentimeter Breite verlaufen in den Mauern rundherum; sie wurden so angelegt, dass sie den Zugang zu den Türmen und zur Kurtine in unterschiedlichen Höhen vermitteln und die Bedürfnisse bei Angriff oder Verteidigung erfüllen.
Von den Gebäuden im Innenhof ist keine Spur mehr erhalten.
Örtliche Sagen behaupten, dass unterirdische Gänge die Kirche von Emlaghfad mit der Burg und mit der nahegelegenen Franziskanerabtei verbanden, auch wenn man sich solche Geschichten in ganz Irland erzählt und es unwahrscheinlich ist, dass in ihnen auch nur ein Körnchen Wahrheit enthalten ist.
Dem Red Earl wird auch der Bau einer alten Straße von Boyle nach Collooney namens Bóthar an Corann oder Red Earls Road zugeschrieben.

## Geschichte

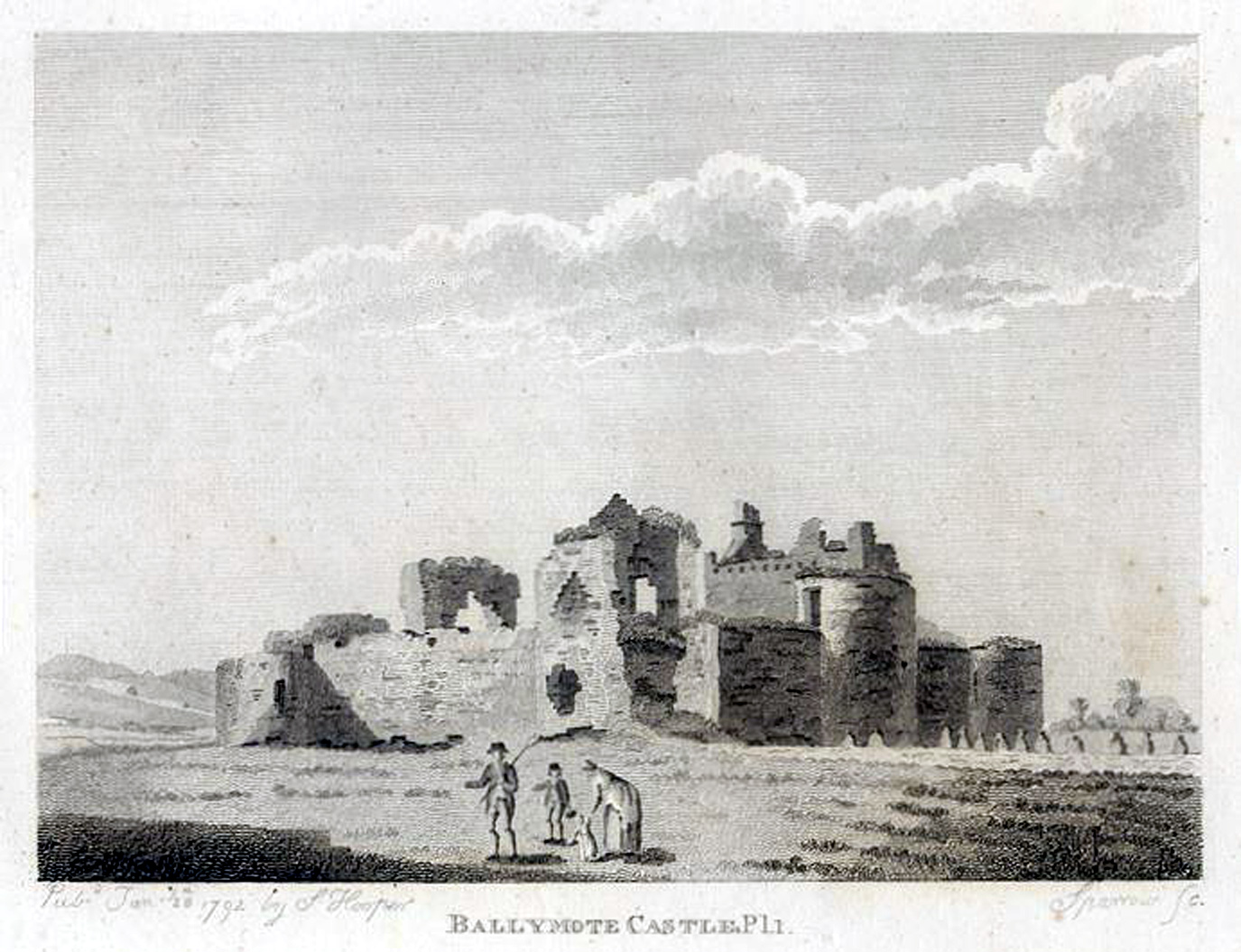
Eine weitere Ansicht der Burg aus den 1790er-Jahren

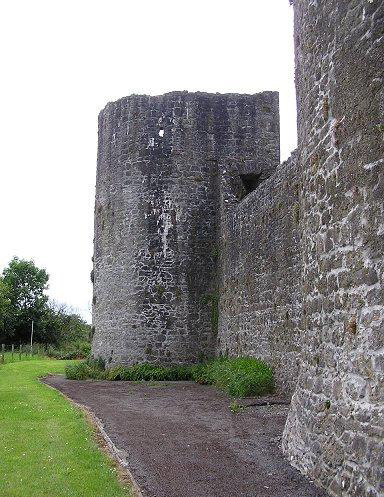
Kurtine und Türme von Ballymote Castle

In ihrer Geschichte wechselte die Burg viele Male ihren Besitzer. 1317 wurde sie von den O’Connors von Sligo erobert und schon 1347 ging sie im Laufe örtlicher Kämpfe an die MacDiarmadas. 1381 fiel sie an die MacDonaghs.
Ballymote Castle gehörte 1561 Tadhg MacDermot, einem der letzten Könige von Moylurg, fiel aber 1571 erneut an die O’Connors. Damals gaben sie die Burg an den englischen König Jakob I. auf und erhielten sie von ihm zurückverlehnt. 1577 fiel die Burg kurze Zeit in englische Hände und dann wiederum 1584, diesmal für längere Zeit, als der Gouverneur von Connacht, Richard Bingham, sie für seinen König einnahm. Es gibt für diese Zeit keine Aufzeichnungen über die Bewohner, man nimmt an, dass die Burg von 1317 bis 1584 als Wohnstätte aufgegeben war.
Die O’Connors, die O’Hartes und die O’Dowds plünderten Ballymote Castle 1588. Die Engländer überließen es 1598 des MacDonaghs, die es bald darauf Hugh Roe O’Donnell verkauften. (Eine Quelle besagt, er kaufte es für £ 400 und 300 Rinder). Von dort marschierte Hugh Roe O’Donnell 1601 zur für ihn katastrophalen Schlacht von Kinsale. Als die O’Donnells die Burg 1602 an die Engländer aufgaben, war sie bereits in einem schlechten Erhaltungszustand. 1633 gehörte sie kurze Zeit den Taaffes, diese mussten sie aber 1652 wieder den englischen parlamentaristischen Streitkräften überlassen. Im Krieg der zwei Könige hielt Captain Terence MacDonagh sie für König Jakob II., musste sie aber 1690 angesichts eines Artillerieangriffs an den Earl of Granard übergeben. Bald danach wurden die Festungsmauern geschleift, der Burggraben verfüllt, und die Burg verfiel zur Ruine.
Später führte das irische Office of Public Works Erhaltungsarbeiten an der Burg durch.

## Zutritt
Die Burgruine liegt an der Fernstraße R296 von Ballymote nach Tubbercurry gegenüber dem Bahnhof von Ballymote und direkt an der katholischen Kirche. Um den Schlüssel gegen geringe Gebühr zu erhalten, wendet man sich an das Enterprise Centre in der Grattan Street. Das Centre ist Mo–Fr 9–17 Uhr und im Sommer öfters auch am Wochenende geöffnet. Die Burgruine ist über das Grundstück des Ballymote Community Nursing Unit zu erreichen.